# Shahrestān di Mirjaveh
Lo shahrestān di Mirjaveh (farsi شهرستان میرجاوه) è uno dei 18 shahrestān del Sistan e Baluchistan, il capoluogo è Mirjaveh. Lo shahrestān è suddiviso in una circoscrizione (bakhsh): 
- Centrale (بخش مرکزی)